# Ruisseau de Langairoux
Le ruisseau de Langairoux est une rivière française du Massif central qui coule dans le département du Cantal. C'est un affluent du Goul sous-affluent de la Truyère, donc un sous-affluent de la Garonne.

## Géographie
De 12,1 km de longueur, le ruisseau de Langairoux prend sa source dans le Cantal commune de Prunet département du Cantal et se jette dans le Goul sur la commune de Ladinhac.

## Départements et communes traversés
- Cantal : Prunet, Teissières-lès-Bouliès, Ladinhac, Leucamp.